# Nysa Dworzec Mały
Nysa Dworzec Mały – stacja kolejowa w Nysie, w województwie opolskim, w Polsce.
Dworzec pierwotnie zwany Neisse Kleinbahnhof wybudowany około 1 km od dworca obsługującego Kolejową Magistralę Podsudecką na linii obsługiwanej przez firmę Lenz & Co posiadającą koncesję na budowę i obsługę lokalnych linii kolejowych z Nysy do Kałkowa oraz do Ścinawy Małej.
Dworzec znajdował się w pobliżu obecnej części towarowej nyskiej stacji kolejowej.
Tory linii kolejowej rozpoczynały się od stacji Nysa Miasto przebiegały równolegle do linii Kolejowej Magistrali Podsudeckiej od strony miasta między ulicami Bema a Racławicką, za stacją Nysa Dworzec Mały, tory w kierunku Ścinawy przechodziły wiaduktem nad torami Podsudeckiej Magistrali Kolejowej.
| Nysa Dworzec Mały                                     |  |                                     |
| Linia nr 328 Nysa - Kałków Łąka (1,00 km)             |  |                                     |
| Nysaodległość: 1,000 km                               |  | Podkamień odległość: 3,797 km       |
| Linia nr 256 (D29-1971) Nysa - Ścinawa Mała (1,00 km) |  |                                     |
| Nysaodległość: 1,000 km                               |  | Nysa Nowy Świat odległość: 1,500 km |